# Петербургская ночь
«Петербургская ночь» — советский художественный фильм  Григория Рошаля и Веры Строевой, снятый по мотивам повестей Ф. М. Достоевского «Неточка Незванова» и «Белые ночи». Фильм был показан на 2-м международном Венецианском кинофестивале (1934). Дебют в кино актрисы Любови Орловой — будущей звезды советского кино.

## В ролях
- Борис Добронравов — Егор Ефимов, скрипач
- Ксения Тарасова — Настенька
- Любовь Орлова — Грушенька
- Анатолий Горюнов — Шульц
- Лев Фенин — помещик Велемиров
- Игорь Доронин — студент
- Иван Кудрявцев — ткач
- Сергей Вечеслов — посетитель трактира
- Антонин Панкрышев — жандарм
- Леонид Юренев — Его Превосходительство
- Александр Костомолоцкий — антрепренёр

## Съёмочная группа
- Режиссёры — Григорий Рошаль, Вера Строева
- Сценаристы — Серафима Рошаль, Вера Строева
- Оператор — Дмитрий Фельдман
- Художники — Петр Бейтнер, Иосиф Шпинель
- Композитор — Дмитрий Кабалевский